# Driesh
Driesh är ett berg i Storbritannien.   Det ligger i kommunen Angus och riksdelen Skottland, i den norra delen av landet, 600 km norr om huvudstaden London. Toppen på Driesh är 947 meter över havet.
Terrängen runt Driesh är huvudsakligen kuperad.Runt Driesh är det glesbefolkat, med 13 invånare per kvadratkilometer. I omgivningarna runt Driesh växer i huvudsak blandskog.